# Walferdange
Walferdange (lb. Walfer, niem. Walferdingen) − miejscowość i gmina (gemeng / commune / Gemeinde) w południowym Luksemburgu, w kantonie Luksemburg. Do 3 października 2015 gmina leżała w dystrykcie Luksemburg. Siedziba administracyjna gminy znajduje się w miejscowości Walferdange. Liczy 8730 mieszkańców (1 stycznia 2023). 

## Podział administracyjny
Do gminy należą cztery miejscowości, w tym trzy (Uertschaft) oraz jeden lieu-dit:
1. Bereldange (Bäreldeng / Bereldingen)
2. Helmsange (Helsem / Helmsingen)
3. Jaanshaff, lieu-dit
4. Walferdange (Walfer / Walferdingen)

## Współpraca
Miejscowości partnerskie:
- Limana, Włochy
- Longuyon, Francja
- Schmitshausen, Niemcy

## Transport
W Walferdange znajduje się stacja kolejowa Walferdange.